# El bar
El bar is een Spaanse film uit 2017, geregisseerd door Álex de la Iglesia.

## Verhaal
Een groep mensen zit vast in een bar in het centrum van Madrid. Iedereen die de bar probeert te verlaten wordt neergeschoten door een sniper, en de aanwezigen zijn daarom gedwongen zich schuil te houden in de bar. De straten worden geëvacueerd en langzaam wordt duidelijk dat iemand in de groep het doelwit is. Al snel lopen de spanningen op.

## Rolverdeling
| Acteur           | Personage |
| ---------------- | --------- |
| Mario Casas      | Nacho     |
| Blanca Suárez    | Elena     |
| Alejandro Awada  | Sergio    |
| Carmen Machi     | Trini     |
| Terele Pávez     | Amparo    |
| Joaquín Climent  | Andrés    |
| Secun de la Rosa | Sátur     |
| Jaime Ordóñez    | Israel    |

## Ontvangst

### Recensies
Op Rotten Tomatoes geeft 83% van de 6 recensenten de film een positieve recensie, met een gemiddelde score van 5,38/10.

### Prijzen en nominaties
De film werd genomineerd voor 1 Premio Goya.
| Jaar | Prijs                           | Categorie    | Genomineerde                                          | Resultaat   |
| ---- | ------------------------------- | ------------ | ----------------------------------------------------- | ----------- |
| 2018 | Premios Goya (32ste uitreiking) | Beste geluid | Sergio Bürmann, David Rodríguez, Nicolas de Poulpique | Genomineerd |